# Milsågen
Milsågen är en samling hus utanför Järvsö i Hälsingland.
Husen ligger vid sjön Milsjön och vid byn Grönås cirka 9 kilometer söder om Järvsö.
På platsen fanns under 1800-talet fran till cirka 1930 ett sågverk.